# Tercera División de España 1963-64
La temporada 1963–64 de la Tercera División de España de fútbol corresponde a la 27ª edición del campeonato y se disputó entre el 1 de septiembre de 1963 y el 30 de junio de 1964.

## Sistema de competición
La Tercera División de España 1963-64 fue organizada por la Federación Española de Fútbol (RFEF).
El campeonato contó con la participación de 219 clubes divididos en quince grupos. La competición siguió un sistema de liga, de modo que los equipos de cada grupo se enfrentaron entre sí, todos contra todos en dos ocasiones -una en campo propio y otra en campo contrario- sumando un total de treinta jornadas. El orden de los encuentros se decidió por sorteo antes de empezar la competición.
Se estableció una clasificación con arreglo a los puntos obtenidos en cada enfrentamiento, a razón de dos por partido ganado, uno por empatado y ninguno en caso de derrota. En caso de empate a puntos entre dos o más clubes en la clasificación, se tuvo en cuenta el mayor cociente de goles. 
Los primeros clasificados de cada grupo disputaron la Fase de Ascenso en sistema de eliminatorias a doble partido a partir de octavos de final. Los cuatro vencedores de los cuartos de final ascendieron a Segunda División.
Los segundos clasificados de cada grupo disputaron la Promoción de Ascenso en sistema de eliminatorias a doble partido a partir de octavos de final. Los cuatro vencedores de los cuartos de final se enfrentaron en otra eliminatoria a los decimoterceros y decimocuartos clasificados de los dos grupos de Segunda División para decidir ascenso o permanencia según el caso.
Hubo una excepción en el grupo catalán, los dos grupos históricos catalanes permanecían intactos pero jugaban en un único grupo con mayor número de equipos que el resto. Los dos primeros clasificados disputaron la Fase de Ascenso, mientras que el tercer y cuarto clasificado jugaban la Promoción de Ascenso.
En todos los grupos hubo descensos directos a categoría regional.

## Clasificaciones

### Grupo I
| Pos. | Equipo              | Pts. | PJ | G  | E | P  | GF  | GC | Dif. | Clasificación                                            |
| ---- | ------------------- | ---- | -- | -- | - | -- | --- | -- | ---- | -------------------------------------------------------- |
| 1    | S. D. Compostela    | 50   | 30 | 23 | 4 | 3  | 91  | 17 | +74  | Acceso a Promoción de ascenso para campeones de grupo    |
| 2    | Fabril S. D.        | 48   | 30 | 20 | 8 | 2  | 71  | 21 | +50  | Acceso a Promoción de ascenso para subcampeones de grupo |
| 3    | Club Ferrol         | 48   | 30 | 21 | 6 | 3  | 103 | 25 | +78  |                                                          |
| 4    | C. D. Lugo          | 41   | 30 | 17 | 7 | 6  | 68  | 33 | +35  |                                                          |
| 5    | Arsenal C. F.       | 32   | 30 | 12 | 8 | 10 | 42  | 44 | −2   |                                                          |
| 6    | Turista S. C.       | 30   | 30 | 12 | 6 | 12 | 41  | 51 | −10  |                                                          |
| 7    | C. D. Foz           | 30   | 30 | 12 | 6 | 12 | 42  | 55 | −13  |                                                          |
| 8    | A. D. Couto         | 28   | 30 | 11 | 6 | 13 | 42  | 47 | −5   |                                                          |
| 9    | C. D. Choco         | 28   | 30 | 12 | 4 | 14 | 37  | 43 | −6   |                                                          |
| 10   | Alondras C. F.      | 26   | 30 | 10 | 6 | 14 | 38  | 50 | −12  |                                                          |
| 11   | Arosa S. C.         | 23   | 30 | 8  | 7 | 15 | 28  | 48 | −20  |                                                          |
| 12   | Club Lemos          | 22   | 30 | 8  | 6 | 16 | 35  | 61 | −26  |                                                          |
| 13   | Club Gran Peña      | 21   | 30 | 7  | 7 | 16 | 38  | 60 | −22  |                                                          |
| 14   | Corujo C. F.        | 19   | 30 | 7  | 5 | 18 | 32  | 82 | −50  |                                                          |
| 15   | Club Bueu S. D. (D) | 18   | 30 | 6  | 6 | 18 | 30  | 65 | −35  | Descenso a Categoría Regional                            |
| 16   | Marín C. F. (D)     | 16   | 30 | 6  | 4 | 20 | 27  | 66 | −39  | Descenso a Categoría Regional                            |

 Fuente: Fútbol Regional

### Grupo II
| Pos. | Equipo                  | Pts. | PJ | G  | E  | P  | GF | GC | Dif. | Clasificación                                            |
| ---- | ----------------------- | ---- | -- | -- | -- | -- | -- | -- | ---- | -------------------------------------------------------- |
| 1    | Caudal Deportivo        | 49   | 30 | 22 | 5  | 3  | 90 | 32 | +58  | Acceso a Promoción de ascenso para campeones de grupo    |
| 2    | Real Avilés C. F.       | 48   | 30 | 20 | 8  | 2  | 75 | 21 | +54  | Acceso a Promoción de ascenso para subcampeones de grupo |
| 3    | S. D. La Camocha        | 41   | 30 | 16 | 9  | 5  | 63 | 33 | +30  |                                                          |
| 4    | C. D. Llaranes          | 36   | 30 | 16 | 4  | 10 | 64 | 43 | +21  |                                                          |
| 5    | C. D. Turón             | 30   | 30 | 12 | 6  | 12 | 66 | 57 | +9   |                                                          |
| 6    | C. D. Praviano          | 30   | 30 | 11 | 8  | 11 | 51 | 47 | +4   |                                                          |
| 7    | C. D. San Martín        | 29   | 30 | 10 | 9  | 11 | 44 | 51 | −7   |                                                          |
| 8    | Candás C. F.            | 29   | 30 | 9  | 11 | 10 | 41 | 40 | +1   |                                                          |
| 9    | Club Siero              | 29   | 30 | 11 | 7  | 12 | 53 | 55 | −2   |                                                          |
| 10   | Pelayo C. F.            | 29   | 30 | 12 | 5  | 13 | 44 | 49 | −5   |                                                          |
| 11   | Luarca C. F.            | 29   | 30 | 11 | 7  | 12 | 34 | 42 | −8   |                                                          |
| 12   | Santiago de Aller C. F. | 26   | 30 | 12 | 2  | 16 | 34 | 59 | −25  |                                                          |
| 13   | S. D. Vetusta           | 26   | 30 | 9  | 8  | 13 | 34 | 57 | −23  |                                                          |
| 14   | Santa Marina C. F.      | 21   | 30 | 7  | 7  | 16 | 33 | 61 | −28  |                                                          |
| 15   | Club Calzada (D)        | 16   | 30 | 6  | 4  | 20 | 30 | 74 | −44  | Descenso a Categoría Regional                            |
| 16   | Somió C. F. (D)         | 12   | 30 | 4  | 4  | 22 | 42 | 81 | −39  | Descenso a Categoría Regional                            |

 Fuente: Fútbol Regional

### Grupo III
| Pos. | Equipo                       | Pts. | PJ | G  | E  | P  | GF | GC | Dif. | Clasificación                                            |
| ---- | ---------------------------- | ---- | -- | -- | -- | -- | -- | -- | ---- | -------------------------------------------------------- |
| 1    | C. D. Baracaldo Altos Hornos | 51   | 30 | 24 | 3  | 3  | 67 | 30 | +37  | Acceso a Promoción de ascenso para campeones de grupo    |
| 2    | Gimnástica de Torrelavega    | 47   | 30 | 20 | 7  | 3  | 69 | 22 | +47  | Acceso a Promoción de ascenso para subcampeones de grupo |
| 3    | Arenas Club                  | 44   | 30 | 20 | 4  | 6  | 62 | 24 | +38  |                                                          |
| 4    | C. D. Santurce               | 36   | 30 | 13 | 10 | 7  | 44 | 32 | +12  |                                                          |
| 5    | C. D. Guecho                 | 34   | 30 | 14 | 6  | 10 | 59 | 47 | +12  |                                                          |
| 6    | Club Sestao                  | 33   | 30 | 13 | 7  | 10 | 42 | 30 | +12  |                                                          |
| 7    | C. D. Basconia               | 29   | 30 | 12 | 5  | 13 | 44 | 45 | −1   |                                                          |
| 8    | Club Erandio                 | 27   | 30 | 11 | 5  | 14 | 40 | 52 | −12  |                                                          |
| 9    | S. D. Rayo Cantabria         | 27   | 30 | 10 | 7  | 13 | 43 | 48 | −5   |                                                          |
| 10   | S. D. Amorebieta             | 27   | 30 | 10 | 7  | 13 | 46 | 53 | −7   |                                                          |
| 11   | Club Portugalete             | 27   | 30 | 10 | 7  | 13 | 27 | 40 | −13  |                                                          |
| 12   | Cultural Guarnizo            | 24   | 30 | 8  | 8  | 14 | 36 | 49 | −13  |                                                          |
| 13   | S. D. Unión Club             | 23   | 30 | 8  | 7  | 15 | 45 | 57 | −12  |                                                          |
| 14   | S. D. Barreda Balompié (D)   | 20   | 30 | 7  | 6  | 17 | 31 | 63 | −32  | Descenso a Categoría Regional                            |
| 15   | C. D. Galdácano (D)          | 19   | 30 | 9  | 1  | 20 | 47 | 67 | −20  | Descenso a Categoría Regional                            |
| 16   | C. D. Naval (D)              | 12   | 30 | 4  | 4  | 22 | 24 | 67 | −43  | Descenso a Categoría Regional                            |

 Fuente: Fútbol Regional

### Grupo IV
| Pos. | Equipo                    | Pts. | PJ | G  | E | P  | GF | GC | Dif. | Clasificación                                            |
| ---- | ------------------------- | ---- | -- | -- | - | -- | -- | -- | ---- | -------------------------------------------------------- |
| 1    | Real Unión de Irún        | 44   | 30 | 19 | 6 | 5  | 72 | 35 | +37  | Acceso a Promoción de ascenso para campeones de grupo    |
| 2    | S. D. Eibar               | 43   | 30 | 19 | 5 | 6  | 91 | 28 | +63  | Acceso a Promoción de ascenso para subcampeones de grupo |
| 3    | C. D. Logroñés            | 42   | 30 | 19 | 4 | 7  | 71 | 30 | +41  |                                                          |
| 4    | C. Osasuna-Chantrea       | 38   | 30 | 16 | 6 | 8  | 51 | 39 | +12  |                                                          |
| 5    | San Sebastián C. F.       | 34   | 30 | 14 | 6 | 10 | 60 | 42 | +18  |                                                          |
| 6    | C. D. Mirandés            | 32   | 30 | 15 | 2 | 13 | 51 | 56 | −5   |                                                          |
| 7    | S. D. Beasain             | 30   | 30 | 12 | 6 | 12 | 53 | 56 | −3   |                                                          |
| 8    | C. D. Touring             | 29   | 30 | 13 | 3 | 14 | 47 | 46 | +1   |                                                          |
| 9    | C. D. Alfaro              | 28   | 30 | 12 | 4 | 14 | 50 | 64 | −14  |                                                          |
| 10   | S. D. Euskalduna          | 28   | 30 | 11 | 6 | 13 | 60 | 57 | +3   |                                                          |
| 11   | C. D. Oberena             | 27   | 30 | 12 | 3 | 15 | 49 | 63 | −14  |                                                          |
| 12   | C. D. Aurrerá de Ondarroa | 27   | 30 | 10 | 7 | 13 | 56 | 61 | −5   |                                                          |
| 13   | C. D. Azcoyen             | 25   | 30 | 8  | 9 | 13 | 34 | 47 | −13  | Acceso a Promoción de permanencia                        |
| 14   | J. D. Mondragón           | 23   | 30 | 11 | 1 | 18 | 43 | 67 | −24  | Acceso a Promoción de permanencia                        |
| 15   | Tolosa C. F. (D)          | 22   | 30 | 10 | 2 | 18 | 28 | 69 | −41  | Descenso a Categoría Regional                            |
| 16   | C. D. Iruña (D)           | 8    | 30 | 4  | 0 | 26 | 22 | 78 | −56  | Descenso a Categoría Regional                            |

 Fuente: Fútbol Regional

### Grupo V
| Pos. | Equipo                     | Pts. | PJ | G  | E | P  | GF | GC | Dif. | Clasificación                                            |
| ---- | -------------------------- | ---- | -- | -- | - | -- | -- | -- | ---- | -------------------------------------------------------- |
| 1    | C. D. Calvo Sotelo Andorra | 49   | 30 | 22 | 5 | 3  | 98 | 10 | +88  | Acceso a Promoción de ascenso para campeones de grupo    |
| 2    | C. D. Numancia             | 49   | 30 | 24 | 1 | 5  | 98 | 18 | +80  | Acceso a Promoción de ascenso para subcampeones de grupo |
| 3    | C. D. Calatayud            | 39   | 30 | 17 | 5 | 8  | 44 | 31 | +13  |                                                          |
| 4    | S. D. Huesca               | 37   | 30 | 15 | 7 | 8  | 61 | 31 | +30  |                                                          |
| 5    | A. C. D. Tarazona          | 37   | 30 | 16 | 5 | 9  | 49 | 30 | +19  |                                                          |
| 6    | C. D. Ejea                 | 35   | 30 | 14 | 7 | 9  | 53 | 34 | +19  |                                                          |
| 7    | C. D. Caspe                | 34   | 30 | 15 | 4 | 11 | 47 | 40 | +7   |                                                          |
| 8    | C. D. Mequinenza           | 32   | 30 | 14 | 4 | 12 | 59 | 43 | +16  |                                                          |
| 9    | U. D. Amistad (D)          | 32   | 30 | 12 | 8 | 10 | 47 | 41 | +6   | Descenso a Categoría Regional                            |
| 10   | C.D. Calvo Sotelo Escatrón | 23   | 30 | 9  | 5 | 16 | 45 | 57 | −12  |                                                          |
| 11   | U. D. Barbastro            | 22   | 30 | 9  | 4 | 17 | 31 | 71 | −40  |                                                          |
| 12   | Alcañiz C. F.              | 22   | 30 | 7  | 8 | 15 | 33 | 59 | −26  |                                                          |
| 13   | Arenas S. D.               | 21   | 30 | 9  | 3 | 18 | 34 | 74 | −40  |                                                          |
| 14   | Atlético de Monzón         | 18   | 30 | 5  | 8 | 17 | 32 | 88 | −56  |                                                          |
| 15   | C. D. Teruel               | 17   | 30 | 6  | 5 | 19 | 27 | 65 | −38  |                                                          |
| 16   | A. D. Sabiñánigo (D)       | 10   | 30 | 4  | 5 | 21 | 23 | 79 | −56  | Descenso a Categoría Regional                            |

 Fuente: Futbol Regional
Notas:
1. ↑  La U. D. Amistad desapareció al finalizar la temporada, sin embargo, el Real Zaragoza ocupó su plaza, reinscribió al Juventud Club de Fútbol en Tercera División y lo renombró como Club Deportivo Aragón.

### Grupos VI-VII
| Pos. | Equipo                   | Pts. | PJ | G  | E  | P  | GF | GC | Dif. | Clasificación                                            |
| ---- | ------------------------ | ---- | -- | -- | -- | -- | -- | -- | ---- | -------------------------------------------------------- |
| 1    | C. D. Sabadell C. F.     | 58   | 38 | 27 | 4  | 7  | 92 | 42 | +50  | Acceso a Promoción de ascenso para campeones de grupo    |
| 2    | U. D. Lérida             | 54   | 38 | 25 | 4  | 9  | 82 | 37 | +45  | Acceso a Promoción de ascenso para campeones de grupo    |
| 3    | Gimnástico de Tarragona  | 52   | 38 | 21 | 10 | 7  | 74 | 42 | +32  | Acceso a Promoción de ascenso para subcampeones de grupo |
| 4    | C. D. Tarrasa            | 45   | 38 | 19 | 7  | 12 | 67 | 51 | +16  | Acceso a Promoción de ascenso para subcampeones de grupo |
| 5    | C. D. San Andrés         | 44   | 38 | 17 | 10 | 11 | 65 | 47 | +18  |                                                          |
| 6    | Gerona C. F.             | 42   | 38 | 18 | 6  | 14 | 86 | 63 | +23  |                                                          |
| 7    | C. D. Tortosa            | 39   | 38 | 18 | 3  | 17 | 66 | 68 | −2   |                                                          |
| 8    | C. D. Condal             | 38   | 38 | 15 | 8  | 15 | 58 | 50 | +8   |                                                          |
| 9    | C. F. Calella            | 38   | 38 | 14 | 10 | 14 | 54 | 64 | −10  |                                                          |
| 10   | C. D. Granollers         | 36   | 38 | 14 | 8  | 16 | 64 | 64 | 0    |                                                          |
| 11   | C. F. Reus Deportivo     | 35   | 38 | 14 | 7  | 17 | 51 | 54 | −3   |                                                          |
| 12   | C. F. Villafranca        | 34   | 38 | 12 | 10 | 16 | 71 | 82 | −11  |                                                          |
| 13   | C. D. Mataró             | 34   | 38 | 12 | 10 | 16 | 65 | 77 | −12  |                                                          |
| 14   | C. D. Manresa            | 34   | 38 | 13 | 8  | 17 | 59 | 77 | −18  |                                                          |
| 15   | U. D. Sans               | 33   | 38 | 12 | 9  | 17 | 49 | 61 | −12  |                                                          |
| 16   | C. D. Fabra y Coats      | 32   | 38 | 13 | 6  | 19 | 54 | 67 | −13  |                                                          |
| 17   | U. D. Vich               | 32   | 38 | 10 | 12 | 16 | 61 | 76 | −15  |                                                          |
| 18   | C. F. Atlético Gironella | 29   | 38 | 11 | 7  | 20 | 54 | 89 | −35  |                                                          |
| 19   | C. F. Villanueva (D)     | 28   | 38 | 9  | 10 | 19 | 48 | 78 | −30  | Descenso a Categoría Regional                            |
| 20   | C. D. Puigreig (D)       | 21   | 38 | 7  | 9  | 22 | 55 | 86 | −31  | Descenso a Categoría Regional                            |

 Fuente: Fútbol Regional

### Grupo VIII
| Pos. | Equipo                   | Pts. | PJ | G | E | P | GF | GC | Dif. | Clasificación                                            |
| ---- | ------------------------ | ---- | -- | - | - | - | -- | -- | ---- | -------------------------------------------------------- |
| 1    | C. D. Menorca            | 20   | 14 | 8 | 4 | 2 | 25 | 10 | +15  | Acceso a Promoción de ascenso para campeones de grupo    |
| 2    | C. D. Atlético Baleares  | 19   | 14 | 8 | 3 | 3 | 20 | 9  | +11  | Acceso a Promoción de ascenso para subcampeones de grupo |
| 3    | U. D. Mahón              | 19   | 14 | 8 | 3 | 3 | 31 | 16 | +15  |                                                          |
| 4    | C. D. Manacor            | 14   | 14 | 5 | 4 | 5 | 23 | 14 | +9   |                                                          |
| 5    | C. D. Atlético Ciudadela | 14   | 14 | 5 | 4 | 5 | 14 | 21 | −7   |                                                          |
| 6    | C. D. Soledad            | 11   | 14 | 3 | 5 | 6 | 11 | 17 | −6   |                                                          |
| 7    | C. D. Alayor             | 8    | 14 | 2 | 4 | 8 | 10 | 34 | −24  |                                                          |
| 8    | S. D. Ibiza              | 7    | 14 | 2 | 3 | 9 | 17 | 30 | −13  |                                                          |

 Fuente: Fútbol Regional

### Grupo IX
| Pos. | Equipo                   | Pts. | PJ | G  | E  | P  | GF | GC | Dif. | Clasificación                                            |
| ---- | ------------------------ | ---- | -- | -- | -- | -- | -- | -- | ---- | -------------------------------------------------------- |
| 1    | C. D. Castellón          | 47   | 30 | 20 | 7  | 3  | 70 | 29 | +41  | Acceso a Promoción de ascenso para campeones de grupo    |
| 2    | U. D. Alcira             | 42   | 30 | 18 | 6  | 6  | 56 | 26 | +30  | Acceso a Promoción de ascenso para subcampeones de grupo |
| 3    | C. D. Acero              | 38   | 30 | 17 | 4  | 9  | 61 | 43 | +18  |                                                          |
| 4    | Atlético Saguntino       | 37   | 30 | 15 | 7  | 8  | 49 | 40 | +9   |                                                          |
| 5    | C. D. Onda               | 36   | 30 | 14 | 8  | 8  | 43 | 34 | +9   |                                                          |
| 6    | C. F. Gandía             | 31   | 30 | 12 | 7  | 11 | 45 | 43 | +2   |                                                          |
| 7    | S. C. Requena            | 31   | 30 | 14 | 3  | 13 | 45 | 60 | −15  |                                                          |
| 8    | C. D. Olímpico de Játiva | 30   | 30 | 13 | 4  | 13 | 64 | 49 | +15  |                                                          |
| 9    | C. D. Alcoyano           | 29   | 30 | 11 | 7  | 12 | 43 | 40 | +3   |                                                          |
| 10   | C. D. Buñol              | 27   | 30 | 9  | 9  | 12 | 47 | 50 | −3   |                                                          |
| 11   | U. D. Canals             | 26   | 30 | 11 | 4  | 15 | 38 | 43 | −5   |                                                          |
| 12   | S. D. Sueca              | 26   | 30 | 11 | 4  | 15 | 35 | 53 | −18  |                                                          |
| 13   | U. D. Carcagente         | 25   | 30 | 10 | 5  | 15 | 43 | 52 | −9   |                                                          |
| 14   | U. D. Oliva              | 21   | 30 | 9  | 3  | 18 | 44 | 61 | −17  |                                                          |
| 15   | U. D. Tabernes (D)       | 20   | 30 | 5  | 10 | 15 | 40 | 61 | −21  | Descenso a Categoría Regional                            |
| 16   | C. F. Cullera (D)        | 14   | 30 | 5  | 4  | 21 | 44 | 83 | −39  | Descenso a Categoría Regional                            |

 Fuente: Fútbol Regional

### Grupo X
| Pos. | Equipo                   | Pts. | PJ | G  | E  | P  | GF | GC | Dif. | Clasificación                                            |
| ---- | ------------------------ | ---- | -- | -- | -- | -- | -- | -- | ---- | -------------------------------------------------------- |
| 1    | Albacete Balompié        | 52   | 30 | 24 | 4  | 2  | 68 | 21 | +47  | Acceso a Promoción de ascenso para campeones de grupo    |
| 2    | C. D. Cartagena          | 48   | 30 | 20 | 8  | 2  | 71 | 16 | +55  | Acceso a Promoción de ascenso para subcampeones de grupo |
| 3    | Jumilla C. F.            | 33   | 30 | 14 | 5  | 11 | 48 | 37 | +11  |                                                          |
| 4    | Imperial C. F.           | 32   | 30 | 13 | 6  | 11 | 56 | 40 | +16  |                                                          |
| 5    | Atlético Cartagena       | 30   | 30 | 13 | 4  | 13 | 56 | 46 | +10  |                                                          |
| 6    | Cieza C. F.              | 30   | 30 | 14 | 2  | 14 | 50 | 33 | +17  |                                                          |
| 7    | Rayo Ibense C. F.        | 29   | 30 | 13 | 3  | 14 | 43 | 54 | −11  |                                                          |
| 8    | Alicante C. F.           | 29   | 30 | 9  | 11 | 10 | 28 | 31 | −3   |                                                          |
| 9    | C. D. La Roda            | 28   | 30 | 12 | 4  | 14 | 51 | 59 | −8   |                                                          |
| 10   | S. D. Almansa            | 27   | 30 | 12 | 3  | 15 | 47 | 55 | −8   |                                                          |
| 11   | Orihuela Deportiva C. F. | 27   | 30 | 11 | 5  | 14 | 36 | 53 | −17  |                                                          |
| 12   | C. D. Ilicitano          | 26   | 30 | 10 | 6  | 14 | 53 | 58 | −5   |                                                          |
| 13   | C. D. Lorca              | 25   | 30 | 10 | 5  | 15 | 34 | 49 | −15  |                                                          |
| 14   | Monóvar C. D.            | 25   | 30 | 10 | 5  | 15 | 45 | 65 | −20  |                                                          |
| 15   | Águilas C. F. (D)        | 21   | 30 | 7  | 7  | 16 | 38 | 68 | −30  | Descenso a Categoría Regional                            |
| 16   | Madrigueras C. F. (D)    | 18   | 30 | 8  | 2  | 20 | 26 | 65 | −39  | Descenso a Categoría Regional                            |

 Fuente: Fútbol Regional

### Grupo XI
| Pos. | Equipo                      | Pts. | PJ | G  | E | P  | GF | GC | Dif. | Clasificación                                            |
| ---- | --------------------------- | ---- | -- | -- | - | -- | -- | -- | ---- | -------------------------------------------------------- |
| 1    | Atlético Malagueño          | 40   | 30 | 16 | 8 | 6  | 39 | 15 | +24  | Acceso a Promoción de ascenso para campeones de grupo    |
| 2    | Atlético Cordobés           | 39   | 30 | 15 | 9 | 6  | 58 | 24 | +34  | Acceso a Promoción de ascenso para subcampeones de grupo |
| 3    | C. D. Juan Sebastián Elcano | 35   | 30 | 15 | 5 | 10 | 38 | 31 | +7   |                                                          |
| 4    | Real Jáen C. F.             | 35   | 30 | 15 | 5 | 10 | 42 | 34 | +8   |                                                          |
| 5    | Antequera C. F.             | 35   | 30 | 15 | 5 | 10 | 43 | 32 | +11  |                                                          |
| 6    | Atlético Marbella           | 34   | 30 | 15 | 4 | 11 | 54 | 37 | +17  |                                                          |
| 7    | C. D. Ronda                 | 31   | 30 | 14 | 3 | 13 | 50 | 46 | +4   |                                                          |
| 8    | C. D. Fuengirola            | 31   | 30 | 13 | 5 | 12 | 46 | 47 | −1   |                                                          |
| 9    | Recreativo Granada          | 29   | 30 | 13 | 3 | 14 | 45 | 43 | +2   |                                                          |
| 10   | Atlético Prieguense         | 29   | 30 | 11 | 7 | 12 | 36 | 36 | 0    |                                                          |
| 11   | C. D. Hispania              | 28   | 30 | 11 | 6 | 13 | 38 | 41 | −3   |                                                          |
| 12   | Adra C. F.                  | 25   | 30 | 12 | 1 | 17 | 43 | 48 | −5   |                                                          |
| 13   | C. D. Iliturgi              | 23   | 30 | 8  | 7 | 15 | 26 | 40 | −14  |                                                          |
| 14   | C. D. Riffien Jaddú         | 22   | 30 | 8  | 6 | 16 | 22 | 58 | −36  |                                                          |
| 15   | C. D. Linares               | 22   | 30 | 8  | 6 | 16 | 31 | 52 | −21  | Descenso a Categoría Regional                            |
| 16   | C. D. Veleño E. D.          | 22   | 30 | 7  | 8 | 15 | 23 | 50 | −27  | Descenso a Categoría Regional                            |

 Fuente: Fútbol Regional
Notas:
1. ↑  El Atlético Prieguense cambió su nombre a Priego Industrial C. F. para la siguiente temporada.
2. ↑  El C. D. Hispania fue renombrado como C. D. Almería para la siguiente temporada.
3. ↑  El C. D. Riffien Jaddú se fusionó con el C. F. Betis Haddú para formar la S. D. Imperio de Ceuta.

### Grupo XII
| Pos. | Equipo                 | Pts. | PJ | G  | E  | P  | GF | GC | Dif. | Clasificación                                            |
| ---- | ---------------------- | ---- | -- | -- | -- | -- | -- | -- | ---- | -------------------------------------------------------- |
| 1    | Jerez Industrial C. F. | 49   | 30 | 22 | 5  | 3  | 68 | 25 | +43  | Acceso a Promoción de ascenso para campeones de grupo    |
| 2    | Xerez C. D.            | 48   | 30 | 22 | 4  | 4  | 84 | 21 | +63  | Acceso a Promoción de ascenso para subcampeones de grupo |
| 3    | R. B. Linense          | 47   | 30 | 21 | 5  | 4  | 65 | 22 | +43  |                                                          |
| 4    | Recreatovo Portuense   | 46   | 30 | 21 | 4  | 5  | 72 | 19 | +53  |                                                          |
| 5    | Riotinto Balompié      | 40   | 30 | 17 | 6  | 7  | 51 | 31 | +20  |                                                          |
| 6    | Ayamonte C. F.         | 35   | 30 | 13 | 9  | 8  | 39 | 41 | −2   |                                                          |
| 7    | Sevilla Atlético       | 29   | 30 | 11 | 7  | 12 | 58 | 43 | +15  |                                                          |
| 8    | C. D. Kimber-Utrera    | 28   | 30 | 8  | 12 | 10 | 48 | 49 | −1   |                                                          |
| 9    | Balón de Cádiz C. F.   | 27   | 30 | 11 | 5  | 14 | 46 | 48 | −2   |                                                          |
| 10   | C. D. Chiclanero       | 24   | 30 | 9  | 6  | 15 | 41 | 52 | −11  |                                                          |
| 11   | Puerto Real C. F.      | 24   | 30 | 9  | 6  | 15 | 32 | 48 | −16  |                                                          |
| 12   | Écija C. F.            | 22   | 30 | 9  | 4  | 17 | 37 | 63 | −26  |                                                          |
| 13   | Coria C. F.            | 18   | 30 | 6  | 6  | 18 | 30 | 57 | −27  |                                                          |
| 14   | La Palma C. F. (D)     | 15   | 30 | 7  | 1  | 22 | 32 | 78 | −46  | Descenso a Categoría Regional                            |
| 15   | U. D. Cañamera (D)     | 15   | 30 | 5  | 5  | 20 | 25 | 77 | −52  | Descenso a Categoría Regional                            |
| 16   | Barbate C. F. (D)      | 13   | 30 | 4  | 5  | 21 | 26 | 80 | −54  | Descenso a Categoría Regional                            |

 Fuente: Fútbol Regional

### Grupo XIII
| Pos. | Equipo                              | Pts. | PJ | G  | E | P  | GF | GC | Dif. | Clasificación                                            |
| ---- | ----------------------------------- | ---- | -- | -- | - | -- | -- | -- | ---- | -------------------------------------------------------- |
| 1    | C. D. Béjar Industrial              | 50   | 30 | 23 | 4 | 3  | 83 | 18 | +65  | Acceso a Promoción de ascenso para campeones de grupo    |
| 2    | S. D. Ponferradina                  | 46   | 30 | 21 | 4 | 5  | 70 | 28 | +42  | Acceso a Promoción de ascenso para subcampeones de grupo |
| 3    | Cultural Leonesa                    | 44   | 30 | 20 | 4 | 6  | 58 | 21 | +37  |                                                          |
| 4    | Recreativo Europa Delicias          | 43   | 30 | 20 | 3 | 7  | 81 | 30 | +51  |                                                          |
| 5    | C. D. Salmantino                    | 36   | 30 | 15 | 6 | 9  | 38 | 36 | +2   |                                                          |
| 6    | La Bañeza C. F.                     | 33   | 30 | 14 | 5 | 11 | 42 | 50 | −8   |                                                          |
| 7    | C. D. Juventud del Círculo Católico | 31   | 30 | 13 | 5 | 12 | 38 | 50 | −12  |                                                          |
| 8    | S. D. Hullera Vasco-Leonesa         | 29   | 30 | 12 | 5 | 13 | 55 | 43 | +12  |                                                          |
| 9    | C. F. Júpiter Leonés                | 28   | 30 | 11 | 6 | 13 | 55 | 46 | +9   |                                                          |
| 10   | S. D. Gimnástica Arandina           | 25   | 30 | 10 | 5 | 15 | 41 | 54 | −13  |                                                          |
| 11   | S. D. Gimnástica Medinense          | 25   | 30 | 10 | 5 | 15 | 46 | 58 | −12  |                                                          |
| 12   | C. D. Peñaranda de Bracamonte       | 22   | 30 | 7  | 8 | 15 | 25 | 56 | −31  |                                                          |
| 13   | Ciudad Rodrigo C. F.                | 21   | 30 | 10 | 1 | 19 | 42 | 80 | −38  |                                                          |
| 14   | C. D. Astorga                       | 19   | 30 | 7  | 5 | 18 | 37 | 67 | −30  |                                                          |
| 15   | Palencia C. F.                      | 16   | 30 | 7  | 5 | 18 | 26 | 55 | −29  | Descenso a Categoría Regional                            |
| 16   | C. D. San Pedro de Ponferrada       | 7    | 30 | 2  | 5 | 23 | 16 | 64 | −48  | Descenso a Categoría Regional                            |

 Fuente: Fútbol Regional

### Grupo XIV
| Pos. | Equipo                     | Pts. | PJ | G  | E  | P  | GF | GC | Dif. | Clasificación                                            |
| ---- | -------------------------- | ---- | -- | -- | -- | -- | -- | -- | ---- | -------------------------------------------------------- |
| 1    | A. D. Plus Ultra           | 50   | 30 | 21 | 8  | 1  | 79 | 15 | +64  | Acceso a Promoción de ascenso para campeones de grupo    |
| 2    | C. D. Toledo               | 47   | 30 | 20 | 7  | 3  | 82 | 37 | +45  | Acceso a Promoción de ascenso para subcampeones de grupo |
| 3    | A. D. Rayo Vallecano       | 42   | 30 | 18 | 6  | 6  | 84 | 33 | +51  |                                                          |
| 4    | Talavera C. F.             | 39   | 30 | 15 | 9  | 6  | 57 | 43 | +14  |                                                          |
| 5    | C. D. Carabanchel          | 38   | 30 | 17 | 4  | 9  | 65 | 39 | +26  |                                                          |
| 6    | S. D. Gimnástica Segoviana | 37   | 30 | 15 | 7  | 8  | 71 | 46 | +25  |                                                          |
| 7    | Ávila C. F.                | 31   | 30 | 10 | 11 | 9  | 49 | 47 | +2   |                                                          |
| 8    | C. D. Femsa                | 27   | 30 | 12 | 3  | 15 | 52 | 64 | −12  |                                                          |
| 9    | Getafe Deportivo           | 25   | 30 | 8  | 9  | 13 | 34 | 53 | −19  |                                                          |
| 10   | C. D. Guadalajara          | 25   | 30 | 10 | 5  | 15 | 43 | 44 | −1   |                                                          |
| 11   | U. B. Conquense            | 25   | 30 | 9  | 7  | 14 | 33 | 44 | −11  |                                                          |
| 12   | R. S. D. Alcalá            | 23   | 30 | 7  | 9  | 14 | 40 | 60 | −20  |                                                          |
| 13   | C. D. Leganés              | 20   | 30 | 7  | 6  | 17 | 43 | 68 | −25  |                                                          |
| 14   | U. D. Santa Bárbara        | 19   | 30 | 7  | 5  | 18 | 38 | 74 | −36  |                                                          |
| 15   | C. D. Torrijos (D)         | 17   | 30 | 8  | 1  | 21 | 32 | 82 | −50  | Descenso a Categoría Regional                            |
| 16   | Aranjuez C. F. (D)         | 15   | 30 | 5  | 5  | 20 | 35 | 83 | −48  | Descenso a Categoría Regional                            |

 Fuente: Fútbol Regional

### Grupo XV
| Pos. | Equipo                            | Pts. | PJ | G  | E  | P  | GF | GC | Dif. | Clasificación                                            |
| ---- | --------------------------------- | ---- | -- | -- | -- | -- | -- | -- | ---- | -------------------------------------------------------- |
| 1    | C. F. Calvo Sotelo de Puertollano | 42   | 28 | 18 | 6  | 4  | 73 | 29 | +44  | Acceso a Promoción de ascenso para campeones de grupo    |
| 2    | C. F. Extremadura                 | 41   | 28 | 15 | 11 | 2  | 66 | 26 | +40  | Acceso a Promoción de ascenso para subcampeones de grupo |
| 3    | C. D. Badajoz                     | 38   | 28 | 16 | 6  | 6  | 68 | 33 | +35  |                                                          |
| 4    | C. D. Cacereño                    | 33   | 28 | 13 | 7  | 8  | 57 | 37 | +20  |                                                          |
| 5    | C. D. Villarrobledo               | 31   | 28 | 13 | 5  | 10 | 47 | 36 | +11  |                                                          |
| 6    | U. D. Socuéllamos C. F.           | 29   | 28 | 10 | 9  | 9  | 34 | 51 | −17  |                                                          |
| 7    | C. D. Manchego                    | 28   | 28 | 10 | 8  | 10 | 38 | 39 | −1   |                                                          |
| 8    | C. D. Díter Zafra                 | 28   | 28 | 11 | 6  | 11 | 35 | 41 | −6   |                                                          |
| 9    | C. D. Don Benito                  | 27   | 28 | 12 | 3  | 13 | 49 | 61 | −12  |                                                          |
| 10   | Tomelloso C. F.                   | 27   | 28 | 10 | 7  | 11 | 37 | 47 | −10  |                                                          |
| 11   | S. D. Emeritense                  | 26   | 28 | 7  | 12 | 9  | 43 | 43 | 0    |                                                          |
| 12   | Alcázar C. F.                     | 21   | 28 | 6  | 9  | 13 | 36 | 52 | −16  |                                                          |
| 13   | Madrileño C. F.                   | 20   | 28 | 6  | 8  | 14 | 43 | 52 | −9   |                                                          |
| 14   | Pedro Muñoz C. F.                 | 16   | 28 | 5  | 6  | 17 | 35 | 75 | −40  |                                                          |
| 15   | C. D. Plasencia                   | 13   | 28 | 3  | 7  | 18 | 27 | 66 | −39  |                                                          |

 Fuente: Fútbol Regional

## Promoción de ascenso a Segunda División

### Equipos clasificados
Los siguientes equipos se clasificaron para la promoción de ascenso a Segunda División:
En negrita se indican los equipos que ascendieron a Segunda División.
| Grupo I          | Grupo II            | Grupo III                      | Grupo IV              | Grupo V                    |
| ---------------- | ------------------- | ------------------------------ | --------------------- | -------------------------- |
| 1º SD Compostela | 1º Caudal Deportivo | 1º Club Baracaldo Altos Hornos | 1º Real Unión de Irún | 1º CD Calvo Sotelo Andorra |
| 2º Fabril SD     | 2º Real Avilés CF   | 2º Gimnástica de Torrelavega   | 2º SD Eibar           | 2º CD Numancia             |

| Grupo VI-VII               | Grupo VI-VII  | Grupo VIII              | Grupo IX        | Grupo X              |
| -------------------------- | ------------- | ----------------------- | --------------- | -------------------- |
| 1º CD Sabadell CF          | 2º UD Lérida  | 1º CD Menorca           | 1º CD Castellón | 1º Albacete Balompié |
| 3º Gimnástico de Tarragona | 4º CD Tarrasa | 2º CD Atlético Baleares | 2º UD Alcira    | 2º CD Cartagena      |

| Grupo XI              | Grupo XII              | Grupo XIII             | Grupo XIV        | Grupo XV           |
| --------------------- | ---------------------- | ---------------------- | ---------------- | ------------------ |
| 1º Atlético Malagueño | 1º Jerez Industrial CF | 1º CD Béjar Industrial | 1º AD Plus Ultra | 1º CF Calvo Sotelo |
| 2º Atlético Cordobés  | 2º Xerez CD            | 2º SD Ponferradina     | 2º CD Toledo     | 2º CF Extremadura  |

|  | Clasificado para la Promoción de campeones de grupo ( si obtuvo el ascenso)                          |
|  | Clasificado para la Promoción de subcampeones de grupo y de segunda división ( si obtuvo el ascenso) |

### Equipos ascendidos
Los siguientes equipos ascendieron a Segunda División:
| - Club Baracaldo Altos Hornos | - Club de Fútbol Calvo Sotelo | - Real Unión Club de Irún | - Centro de Deportes Sabadell Club de Fútbol |